# HK Vitez Belgrad
HK Vitez Belgrad (Beogradski Hokejaški Klub) – serbski klub hokejowy z siedzibą w Belgradzie, grający w pierwszej lidze serbskiej. Został założony w 2001 roku. Gra w hali Sportski Centar Pingvin. W sezonie 2012/2013 grał w Continental Cup, ale przegrał wszystkie mecze. Trenerem jest Aleksandar Protić.